# Giuseppe Modica
Giuseppe Modica (Mazara del Vallo, 16 novembre 1953) è un pittore e incisore italiano.

## Biografia
Frequenta l’Accademia di Belle Arti a Firenze, completando i suoi studi nel 1978. Dopo anni di sperimentazione in cui matura il suo studio della luce e un linguaggio pittorico di carattere metafisico, nel 1985 espone a Roma nella galleria Incontro d’Arte: la mostra è presentata da Bruno Caruso e cattura l’interesse di molti studiosi.
Un anno dopo, una sua personale alla galleria palermitana La Tavolozza suscita l’interesse di Leonardo Sciascia, che ne scrive sul Corriere della Sera sottolineando alcuni dei tratti specifici della sua opera:
«In uno stesso quadro, la luce dà l’illusione di mutare, di star mutando: e che ne ricevano la vicenda i colori, le forme. Grande sensibilità, grande perizia».
Nel 1989 un saggio di Vittorio Sgarbi, L’ammodicazione del sogno, apre due sue mostre, la prima a Palermo e la seconda a Milano: nella lettura di Sgarbi è messa in evidenza la qualità concettuale e l’essenzialità geometrica del linguaggio di Modica, «il più astratto dei pittori figurativi»: la visione onirica dei quadri lascia irrimediabilmente stupiti di fronte a uno spazio, che evocando l’archeologia mediterranea, il suo mare, il suo paesaggio, sembra familiare e nello stesso tempo è capace di dare luogo a un’inspiegabile inquietudine e straniamento.
Sempre nello stesso anno, Modica vince la Cattedra di Pittura nelle Accademia di Belle Arti. Dal 2004 è docente titolare a Roma.
Nel 1993 Antonio Tabucchi scrive per tre sue acqueforti un racconto dal titolo Le vacanze di Bernardo Soares, pubblicato da Franco Sciardelli Editore, in cui immagina il protagonista del Libro dell’inquietudine intento nei preparativi di una breve vacanza dove finalmente potrà esaudire uno dei suoi ultimi desideri: scrivere di un’alba e di un tramonto sul mare.
Maurizio Fagiolo dell’Arco – autore di un saggio fondamentale sull’opera di Modica, Le stanze inquiete - nel 1999 lo inserisce nella mostra De Metaphisica, insieme ad altri artisti che secondo il critico romano rispondono a una nuova interpretazione del «fantasma della metafisica italiana» (Carlo Guarienti, Gianfranco Ferroni, Giulio Paolini, Claudio Bonichi, Bernardino Luino). Nel 2002 sarà lo stesso Fagiolo dell’Arco a curare il catalogo di un’importante mostra antologica, La luce è luce è la luce, allestita a Mazara del Vallo.
Al Complesso del Vittoriano Claudio Strinati, all’epoca soprintendente del Polo Museale Romano, cura nel 2004 la retrospettiva Riflessione come metafora della pittura. Opere 1989-2003. E sempre a Roma nel 2008, presso il Museo Nazionale di Palazzo Venezia, Modica presenta la mostra Roma e la città riflessa, le cui opere restituiscono l’immagine della capitale attraverso le sue diverse rifrazioni in uno specchio immaginario, dando vita a una successione ritmica di colore, luce e buio, interno ed esterno, realtà e apparizione.
Si delinea in modo sempre più inequivocabile la sua area di ricerca: espone nel 2010 a Milano, a cura di Gabriele Simongini, la personale Metafisica di luce.
È stato invitato da Vittorio Sgarbi a partecipare alla 54 Biennale Internazionale d’Arte Contemporanea (2011) a Venezia, su segnalazione del critico letterario Massimo Onofri, per il Padiglione Italia alle Corderie dell’Arsenale.
Diverse sono state le sue esperienze internazionali. Fra il 2014 e il 2016 l’ambasciata italiana in Australia espone a Canberra tre sue importanti opere e organizza una mostra all’Istituto Italiano di Cultura di Sidney e Melbourne; inoltre, nel 2015 Modica inaugura la sua prima personale a Parigi alla Galleria Jean Sifrein, curata da Giovanni Lista. Tra il 2015 e il 2016 comincia un intenso dialogo con l’universo artistico cinese: dapprima partecipa alla mostra Blue Vision - Italy contemporary Art nel Museum Art Gallery Zhongshan Industrial Park a Chong Qing; e dopo molti riconoscimenti pubblici, nel 2018 partecipa con una selezione delle sue opere alla mostra dell’Accademia Nazionale di Pittura a Pechino, The Light of Memory, a cura di Giorgio Agamben e Zhang Xiaoling, che ha visto coinvolti due pittori italiani (Giuseppe Modica e Ruggero Savinio) e due pittori cinesi (Zhang Yidan e Tan Yongli).